# Aleksandr Sokolov
Aleksandr Sergeevič Sokolov (in russo Александр Сергеевич Соколов?; Kolomna, 1º marzo 1982) è un ex pallavolista russo.
Campione olimpico alle Olimpiadi di Londra con la nazionale di pallavolo russa.

## Carriera
Dopo alcune esperienze di carattere dilettantistico nella squadra della sua città, Kolomna, Aleksandr Sokolov firma il primo contratto professionistico con il Volejbol'nyj Klub Spartak Moskva nella stagione 1998-99; in questo periodo riceve diverse convocazioni con le nazionali giovanili della Russia, ottenendo il successo al campionato mondiale Under-21 1999 e al campionato europeo Under-20, mentre nel 2002 arrivano le prime chiamate dalla nazionale maggiore per alcuni incontri di World League.
Dopo due stagioni a Mosca si trasferisce al Neftjanik Jaroslavl, dove rimane per nove annate, ottenendo come miglior risultato un quarto posto nella Superliga 2000-01; alla retrocessione del 2005-06 fa seguito la pronta risalita nella massima serie. Esordisce anche nelle coppe europee, partecipando a due edizioni della Coppa CEV. Nel campionato 2009-10 passa al Volejbol'nyj klub Fakel, senza ottenere risultati di prestigio nei quattro anni trascorsi a Novyj Urengoj. Ritrova la nazionale dopo diversi anni, vincendo la medaglia d'oro nella Coppa del Mondo, nella World League e ai Giochi Olimpici di Londra 2012.
Dopo un breve ritorno nella squadra di Jaroslavl', nell'annata 2014-15 è tesserato per il Volejbol'nyj klub Dinamo Krasnodar, per poi ritornare al Jaroslavič, nell'annata seguente, questa volta in Vysšaja liga A; con la nazionale conquista la medaglia d'oro alla Volleyball Nations League 2018.

## Palmarès

### Nazionale (competizioni minori)
- Campionato mondiale Under-21 1999
- Campionato europeo Under-20 2000
- Campionato mondiale Under-21 2001
- Universiade 2009
- Memorial Hubert Wagner 2018